# 百慕達滙豐銀行
百慕達滙豐銀行股份有限公司（HSBC Bank Bermuda Limited），前身為百慕達銀行有限公司（The Bank of Bermuda Limited），是一家位於百慕達的持牌銀行，現時為滙豐集團成員。
百慕達銀行於1889年成立，並於1890年根據《1890年百慕達銀行法》（The Bank of Bermuda Act of 1890）正式註冊。百慕達銀行曾經於盧森堡、香港、倫敦、都柏林、澤西島、新西蘭、科克群島、根西島、紐約、新加坡、馬恩島、巴林、開曼群島等地設有分行及附屬公司，從事廣泛的國際銀行和信託業務。該行在加入滙豐集團之前約有3000名員工，資產值達118億美元，在2002年度的除稅前利潤為8390萬美元。
2003年10月29日，滙豐控股有限公司與百慕達銀行達成協議，由滙豐以13億美元收購百慕達銀行全數股權，雖然在部分小股東不滿收購價過低擬反對收購建議下遇上阻滯，但該收購行動於2004年2月17日以百慕達銀行股東投票下獲得通過。
完成收購後，百慕達銀行仍以百慕達為總部，其董事會及管理層成員得以繼續留任。百慕達銀行原本的商標已經棄用，但其品牌在配合滙豐品牌之後繼續沿用。同時，百慕達銀行在百慕達證券交易所的上市地位被滙豐控股取代，股份代號為1077223879 （页面存档备份，存于）。

## 外部連結
- 百慕達銀行